# Ochtersum (Hildesheim)
Ochtersum is een plaats in het zuiden van de Duitse gemeente Hildesheim, deelstaat Nedersaksen, en telt 8.544 inwoners (31 december 2019). Ochtersum grenst in het zuiden aan de gemeente Diekholzen. Ochtersum wordt aan de oostkant begrensd door de Bundesstraße 243.
Het dorp bestaat hoofdzakelijk uit woonwijken en bedrijventerreinen voor midden- en kleinbedrijf.
Het dorp wordt in 1132 voor het eerst in een document vermeld. Het dorp maakte deel uit van het zgn. kleine sticht van het Prinsbisdom Hildesheim; ten gevolge hiervan bleef de bevolking overwegend rooms-katholiek, en de kerkgebouwen van vóór 1945 zijn dat ook. Na de Tweede Wereldoorlog werden te Ochtersum veel Heimatvertriebene uit de Pools geworden delen van het vooroorlogse Duitsland gehuisvest. Dezen waren overwegend evangelisch-luthers, waardoor het aantal protestanten het aantal rooms-katholieken in het dorp is gaan overtreffen. Daarna groeide Ochtersum uit van een apart dorp tot, vanaf 1971, een buitenwijk van Hildesheim.

## Afbeeldingen

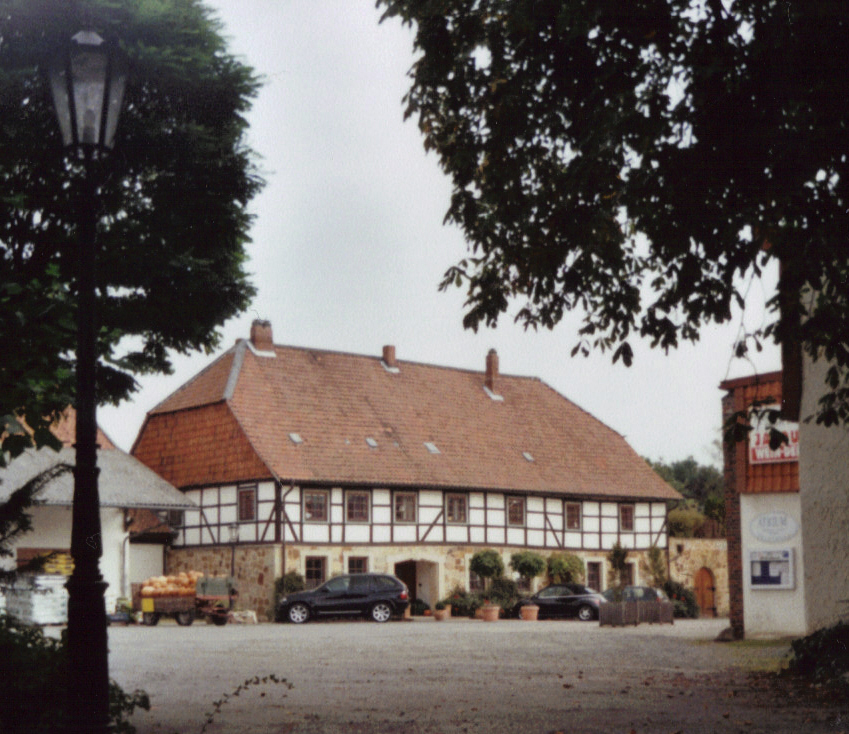
Dorpsgezicht
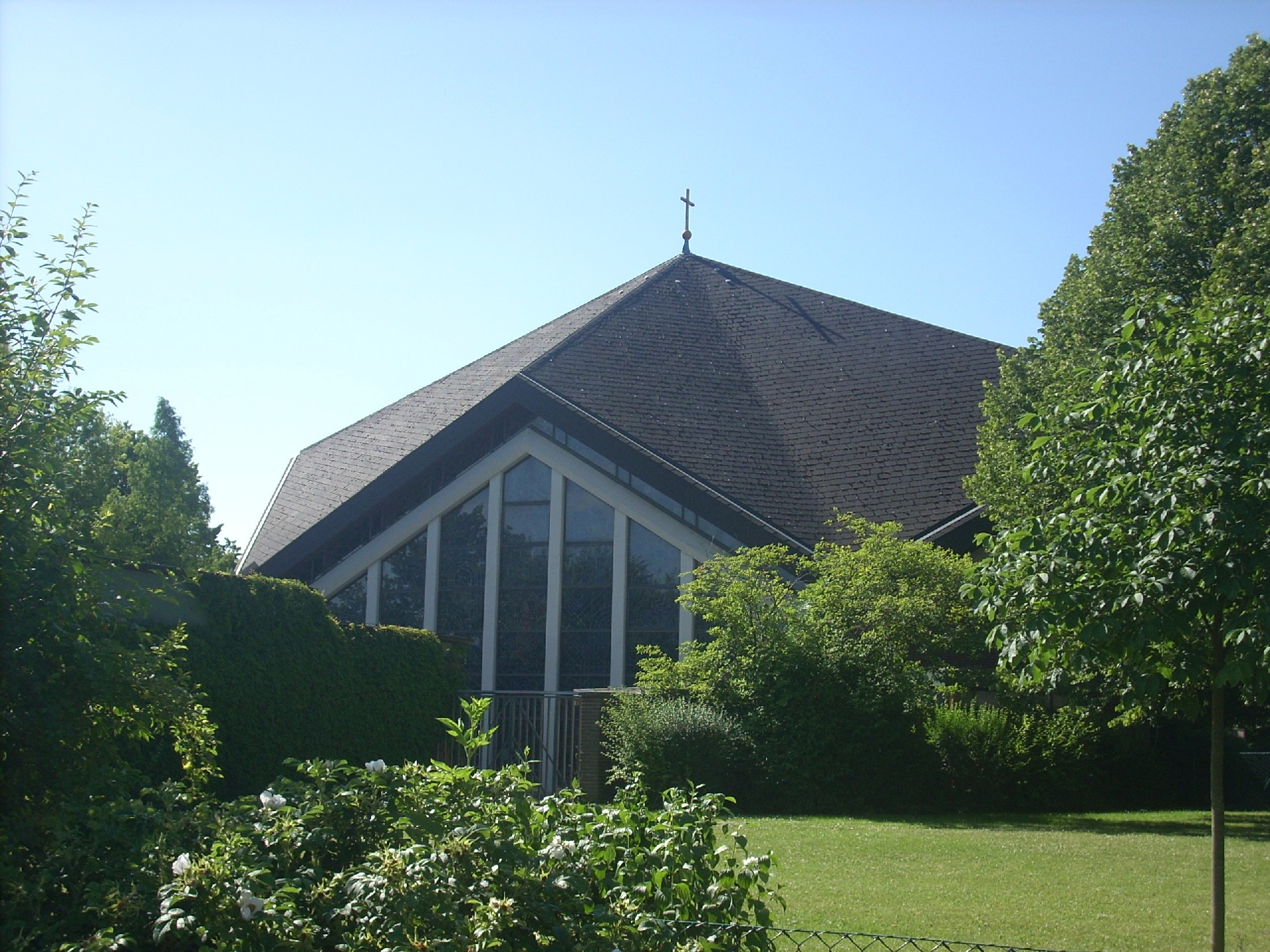
R.K. St.-Altfri(e)dkerk, Ochtersum (1977)

## Trivia
De gebroeders Christoph en Wolfgang Lauenstein maakten in 1989 in de kelder van hun huis te Hildesheim-Ochtersum hun korte animatiefilm Balance, waaraan een Oscar is toegekend.
- Gemeinsame Normdatei: 4490933-0
- Library of Congress Control Number: n98023071
- Nationale Bibliotheek van Israël: 987007535889005171
- Virtual International Authority File: 146759801